# 4402 Tsunemori
4402 Tsunemori è un asteroide della fascia principale. Scoperto nel 1987, presenta un'orbita caratterizzata da un semiasse maggiore pari a 2,8910164 UA e da un'eccentricità di 0,0234967, inclinata di 7,70612° rispetto all'eclittica.